# Protuberum cabralensis
Protuberum cabralensis ist eine im Jahr 2009 wissenschaftlich beschrieben Art der Therapsiden („säugetierähnlichen Reptilien“) aus der Mittleren Trias von Südamerika. Sie gehört innerhalb der Cynodontia zur Familie der Traversodontidae und ist die Typusart der monotypischen Gattung Protuberum.
Wie alle Arten der traversodontiden Cynodontia war Protuberum cabralensis ein Pflanzenfresser und besaß eine spezialisierte Mahlbewegung bei der Nahrungsaufnahme. Fossilien von zwei Exemplaren wurden im Alemoa-Member der Santa-Maria-Formation im brasilianischen Bundesstaat Rio Grande do Sul gefunden. Das erste, 1977 entdeckte Exemplar besteht aus einigen Rippen und Wirbeln. Das zweite, 1989 gefundene Exemplar umfasst Teile des Skeletts im anatomischen Verband und eine Schädel.
Beide Exemplare wurden von Daniel Cargnin entdeckt. Der Gattungsname bezieht sich auf die große Zahl von Ausstülpungen auf den Rippen und Darmbeinen, während das Artepitheton die Gemeinde Novo Cabrais ehrt, wo das Typusexemplar gefunden wurde.